# Левобережная линия
Левобере́жная ли́ния (укр. Лівобере́жна лі́нія) — проектируемая линия Киевского метрополитена в сторону жилого массива Троещина. Должна была стать пятой линией Киевского метрополитена, однако столичные власти приняли решение о реанимации скоростного трамвая и продлении его трассы до ж/д станции «Троещина», а затем до станции «Левобережная». Первая очередь — 6 станций, протяжённость участка — 4,96 км. На данный момент строительство линии отменено, однако есть возможность, что в ближайшем будущем её проект может оказаться снова пересмотрен, после чего власти города, вероятно, к нему вернутся.

## Станции

### Троещина
Электродепо «Трое́щина» (укр. Троє́щина) (ТЧ) — проектируемое электродепо Левобережной линии. Планируется, что депо также будет обслуживать Подольско-Вигуровскую линию. Проект депо был разработан институтом «Киевгипротранс» в 2007 году. Расчётный срок строительства составляет 73 месяца, в том числе первая очередь строительства — 48 месяцев. Планируемый срок открытия — после 2025 года.

### Улица Рональда Рейгана
«У́лица Рональда Рейгана» (укр. «Ву́лиця Рональда Рейгана»)  — проектируемая наземная станция первой очереди, расположенная между станциями «Улица Сержа Лифапя» и «Улица Каштановая». По проекту должна быть построена на месте бывшей станции «Драйзера» скоростного трамвая № 2, вдоль улицы Оноре де Бальзака, под существующим путепроводом на пересечении с улицей Рональда Рейгана. По конструкции станция запроектирована колонной, с островной платформой длиной 126 м и шириной 10 м. На станции будет два вестибюля по обеим сторонам путепровода, связанных с посадочной платформой лестницами. Входы пассажиров на станцию и выходы со станции — с путепровода. Для пассажиров с ограниченными физическими возможностями в каждом вестибюле предусмотрена установка лифта.
Перегон до станции «Улица Каштановая» наземный, крытый, длиной 1378 м. На перегоне предусмотрено строительство пешеходного мостика над путями. Проектный срок постройки участка первой очереди Левобережной линии от станции «Улица Милославская» до станции «Проспект Романа Шухевича» с электродепо «Троещина» — 48 месяцев, но не ранее 2027 года года.

### Улица Сержа Лифаря
«У́лица Сержа Лифаря» (укр. «Ву́лиця Сержа Лифаря») — проектируемая наземная станция первой очереди, расположенная между станциями «Улица Олександры Экстер» и «Улица Рональда Рейгана». По проекту должна быть построена на месте бывшей станции «Сабурова» скоростного трамвая № 2, вдоль улицы Оноре де Бальзака, под существующим путепроводом между улицами Александра Сабурова (на востоке) и Градинской (на западе). По конструкции станция запроектирована колонной, с островной платформой длиной 126 м и шириной 10 м. На станции будет два вестибюля по обеим сторонам путепровода, связанных с посадочной платформой лестницами. Входы пассажиров на станцию и выходы со станции — с путепровода. Для пассажиров с ограниченными физическими возможностями в каждом вестибюле предусмотрена установка лифта. На станции предусмотрено сооружение отстойно-оборотного тупика.
Перегон до станции «Улица Рональда Рейгана» наземный, крытый, длиной 839 м. В середине перегона предусмотрено строительство пешеходного мостика над путями. Проектный срок постройки участка первой очереди Левобережной линии от станции «Улица Милославская» до станции «Проспект Романа Шухевича» с электродепо «Троещина» — 48 месяцев, но не ранее 2026 года.

## Строительство
| Дата          | Пусковые объекты |
| ------------- | --- |
| 2030 год      | Участок от станции «Улица Милославская» до станции «Проспект Романа Шухевича» и ответвлением на Подольско-Вигуровскую линию с электродепо «Троещина». |
| 2040 год      | Участок от станции «Проспект Романа Шухевича» до станции «Левобережная».                                                                              |
| В перспективе | Планируется достроить Левобережную линию до массива Осокорки.                                                                                         |

Общая сметная стоимость строительства первой очереди составляет 3,4 млрд грн.

## Трассировка
Первая очередь линии планировалась по наземной трассе скоростного трамвая № 2, закрытого с 1 января 2009 года. Но 24 октября 2012 года трамвай вновь открыли.